# Рамат-га-Шарон
Рамат-га-Шарон (івр. רמת השרון) — місто в Ізраїлі, розташоване в Тель-Авівському окрузі, що входить в агломерацію Гуш-Дан, примикає до Тель-Авіву з півночі, і до Герцлії з півдня.
Засноване в 1923 році, в 1949 році отримало статус окремого населеного пункту. Незважаючи на те, що Рамат-га-Шарон відповідав всім необхідним вимогам для отримання статусу міста, місцеві жителі хотіли, щоб місто залишалося місцевою радою, намагаючись зберегти атмосферу маленького містечка.[джерело не вказане 2945 днів] Згідно з правилами, міністр внутрішніх справ вислуховує побажання мешканців щодо статусу. Саме тому Рамат-га-Шарон став містом тільки в 2002 році.[джерело не вказане 2945 днів]
Найвищий рівень життя серед міст Ізраїлю.[джерело не вказане 2945 днів]
Площа — близько 16,79 км². Підприємства з виробництва стрілецької зброї та боєприпасів.[джерело не вказане 2945 днів]